# 中国人民解放军陆军合成第四十八旅
合成第四十八旅（英語：48th Combined Arms Brigade），又称“先锋轻骑”，是中国人民解放军陆军第七十八集团军下辖的一个轻型合成旅，驻地吉林省通化市。

## 历史概述
该旅最早编制可追溯至1945年10月成立的晋冀鲁豫野战军第三纵队第八旅。建国后历经改革为现有编制。

## 沿革[1]
参考资料：
| 部隊番號                       | 使用時期              |
| ------------------------------ | --------------------- |
| 晋冀鲁豫野战军第八纵队新第三旅 | 1945年10月-1948年5月  |
| 中原野战军第三纵队第八旅       | 1948年5月-1949年3月   |
| 中国人民解放军第三十二师       | 1949年3月-1960年12月  |
| 陆军第三十二师                 | 1960年12月-1969年12月 |
| 陆军第四十八师                 | 1969年12月-1985年9月  |
| 步兵第四十八师                 | 1985年9月-1998年10月  |
| 摩托化步兵第四十八旅           | 1998年10月-2017年2月  |
| 合成第四十八旅                 | 2017年2月至今         |

## 荣誉
- 晋东南地区冠军团：前步兵第四十八师第一四二团[1]